# Иоахим Эрнст (князь Ангальта)
Иоахим Эрнст Ангальтский (нем. Joachim Ernst von Anhalt; 21 октября 1536, Дессау — 6 декабря 1586, там же) — князь Ангальт-Цербста в 1561—1570 годах, с 1570 года правитель всех ангальтских земель дома Асканиев. Сын князя Иоганна IV Ангальт-Цербстского и Маргариты Бранденбургской.

## Биография
В 1570 году Иоахим Эрнст соединил в результате смерти родственников под своей властью все ангальтские земли. Иоахим, один из образованнейших людей своего времени, заменил римским правом местное, основал в 1582 году Gymnasium academicum в Цербсте, сильно поднял уровень горного дела, построил мост через Эльбу; свою столицу перевёл в город Дессау.
Он известен и участием в протестантской богословской полемике XVI века; духовенство обязал в учении о Христе и причастии не уклоняться от завещанного Лютером и Меланхтоном: поэтому «Формула согласия» не была принята ангальтцами.
На обвинения в кальвинизме Иоахим ответил брошюрой: «Kurtzes, randes und einfältiges Bekeuntniss vom Heil. Abendmahl» (1585).
С французским королём Генрихом III Иоахим поддерживал хорошие отношения, но тем не менее в 1586 году присоединился к тем из имперских князей, которые послали Генриху протест против его обращения с протестантами.
Вдова Иоахима, Элеонора, после его смерти издала сочинённые им духовные песни, под названием: «Sacra Poemata, das ist geistliche Gedichte etc.» (Цербст, 1587).

## Семья
Иоахим Эрнст был женат дважды.
Первый брак был заключён 3 марта 1560 в городе Барби с Агнессой (1540—1569), дочерью Вольфганга I, графа Барби. В этом браке родились:
- Анна Мария (1561—1605); княгиня-аббатиса монастыря Гернроде; с 1577 замужем за Иоахимом Фридрихом (1550—1602), герцогом Бригским;
- Агнесса (1562—1564);
- Елизавета; с 1577 замужем за Иоганном Георгом (1525—1598), курфюрстом Бранденбурга;
- Сибилла (1564—1614); аббатиса; с 1581 замужем за Фридрихом I (1557—1608), герцогом Вюртембергским;
- Иоганн Георг (1567—1618), князь Ангальт-Дессау; жёны — с 1588 графиня Доротея Мансфельд-Арнштайнская (1561—1594), с 1595 — Доротея Пфальц-Зиммернская (1581—1631), пфальцграфиня Зиммерна;
- Кристиан (1568—1630), князь Ангальт-Бернбурга; женат с 1595 на графине Анне Бентгейм-Текленбургской (1579—1624).

Второй брак был заключён 9 января 1571 в Штутгарте с Элеонорой (1552—1618), дочерью Кристофа, герцога Вюртембергского. В этом браке родились:
- Бернгард[нем.] (1571—1596), полковник Верхнесаксонского округа, погиб на войне;
- Агнесса Гедвига (1573—1616), замужем с 1586 за Августом (1526—1586), курфюрстом Саксонии, с 1588 — за Гансом II (1545—1622), герцогом Шлезвиг-Гольштейн-Зондербургским;
- Доротея Мария (1574—1617), замужем с 1593 за Иоганном III (1570—1605), герцогом Саксен-Веймарским;
- Август (1575—1653), князь Ангальт-Плёцкау; с 1618 женат на Сибилле (1590—1659), графине Сольмс-Лаубахской;
- Рудольф (1576—1621), князь Ангальт-Цербста; женат с 1605 на Доротее Гедвиге (1587—1609), принцессе Брауншвейг-Вольфенбюттельской, с 1612 — на Магдалене (1585—1657), графине Ольденбургской;
- Иоганн Эрнст (1578—1601);
- Людвиг I (1579—1650), князь Ангальт-Кётена; женат с 1606 на Амене Амалии (1586—1625), графине Бантхайм-Текленбург-Штайнфуртской, с 1626 — на графине Софии Липпской (1599—1654);
- Сабина (1580—1599);
- Иоахим Кристоф (1582—1583);
- Анна София[нем.] (1584—1652), замужем с 1613 за Карлом Гюнтером[нем.] (1576—1630), графом Шварцбург-Рудольштадтским.